# Hannington (Northamptonshire)
Pour les articles homonymes, voir Hannington.
Hannington est une paroisse civile et un village du Northamptonshire, en Angleterre.